# Condylostylus diminuans
Condylostylus diminuans är en tvåvingeart som beskrevs av Becker 1922. Condylostylus diminuans ingår i släktet Condylostylus och familjen styltflugor. Inga underarter finns listade i Catalogue of Life.